# I liga brazylijska w piłce nożnej (2004)
Brazylia 2004
Mistrzem Brazylii został klub Santos FC, natomiast wicemistrzem Brazylii został klub Athletico Paranaense.
Do Copa Libertadores w roku 2005 zakwalifikowały się następujące kluby:
- Santos FC (mistrz Brazylii)
- Athletico Paranaense (wicemistrz Brazylii)
- São Paulo (3. miejsce)
- SE Palmeiras (4. miejsce - runda wstępna)
- Santo André (zdobywca Copa do Brasil)

Do Copa Sudamericana w roku 2005 zakwalifikowały się następujące kluby:
- Santos FC (mistrz Brazylii)
- Corinthians Paulista (5. miejsce)
- Goiás EC (6. miejsce)
- EC Juventude (7. miejsce)
- SC Internacional (8. miejsce)
- Fluminense FC (9. miejsce)
- São Paulo
- Cruzeiro EC

Cztery ostatnie w tabeli kluby spadły do drugiej ligi (Campeonato Brasileiro Série B):
- Criciúma
- Guarani FC
- EC Vitória
- Grêmio Porto Alegre

Na miejsce spadkowiczów awansowały dwa najlepsze kluby drugiej ligi:
- Brasiliense FC
- Fortaleza

Pierwsza liga brazylijska zmniejszona została z 24 do 22 klubów.

## Campeonato Brasileiro Série A - sezon 2004

### Kolejka 1
| Data             | Mecz |
| ---------------- | --- |
| 21 kwietnia 2004 | Paraná Clube - Santos FC 3:2 Galvăo 1, Carlinhos 41, Chokito 78 - Léo 25, Robinho 82                      |
| 21 kwietnia 2004 | Figueirense FC - SC Internacional 1:0 Sérgio Manoel 55k                                                   |
| 21 kwietnia 2004 | Grêmio Porto Alegre - CR Flamengo 0:0                                                                     |
| 21 kwietnia 2004 | Botafogo FR - Goiás EC 1:4 Joăo Carlos 2 - Alex Dias 6, 44, 55, 85k                                       |
| 21 kwietnia 2004 | São Caetano - EC Vitória 1:0 Somália 85                                                                   |
| 21 kwietnia 2004 | AA Ponte Preta - Corinthians Paulista 3:2 Marcus Vinícius 34, Weldon 52, Roger 67 - Valdson 66, Coelho 86 |
| 21 kwietnia 2004 | Cruzeiro EC - EC Juventude 2:1 Dudu 28, 60 - Neto 17 mecz w Ipatinga                                      |
| 21 kwietnia 2004 | SE Palmeiras - Atlético Mineiro 0:0                                                                       |
| 22 kwietnia 2004 | CR Vasco da Gama - Criciúma 0:1 Rafael Toledo 80                                                          |
| 22 kwietnia 2004 | Paysandu SC - Fluminense FC 3:3 Selmir 8, 28, Rogério Souza 90+5k - Romário 9, Ramon Hubener 71, 74       |
| 22 kwietnia 2004 | São Paulo - Athletico Paranaense 1:0 Gustavo Nery 88                                                      |
| 22 kwietnia 2004 | Coritiba FBC - Guarani FC 1:0 Jucemar 28                                                                  |

### Kolejka 2
| Data             | Mecz |
| ---------------- | --- |
| 24 kwietnia 2004 | Goiás EC - Cruzeiro EC 2:2 Paulo Baier 15, Rodrigo Tabata 59 - Dudu 77, Alex 85                                                    |
| 24 kwietnia 2004 | CR Flamengo - AA Ponte Preta 0:0                                                                                                   |
| 24 kwietnia 2004 | EC Juventude - Grêmio Porto Alegre 1:1 Leonardo Manzi 74 - Marcelinho 55                                                           |
| 25 kwietnia 2004 | Criciúma - São Paulo 1:1 Rafael Toledo 77k - Gustavo Nery 10                                                                       |
| 25 kwietnia 2004 | SC Internacional - SE Palmeiras 1:0 Nilmar 38                                                                                      |
| 25 kwietnia 2004 | Fluminense FC - Coritiba FBC 1:1 Romário 16 - Tuta 2                                                                               |
| 25 kwietnia 2004 | EC Vitória - Paraná Clube 6:1 Obina 28, Cléber Loureiro 29, Xavier 35, Edílson Ferreira 44, 51, Leandro Domingues 78 - Fernando 77 |
| 25 kwietnia 2004 | Guarani FC - São Caetano 1:1 Alexandre 54 - Fabrício Carvalho 38                                                                   |
| 25 kwietnia 2004 | Atlético Mineiro - CR Vasco da Gama 1:1 Renato 54 - Róbson Luiz 80                                                                 |
| 25 kwietnia 2004 | Santos FC - Botafogo FR 2:0 Diego Ribas 55, 72                                                                                     |
| 25 kwietnia 2004 | Athletico Paranaense - Figueirense FC 0:3 Fernandes 27, Márcio Martins 64, Sérgio Manoel 81k                                       |
| 25 kwietnia 2004 | Corinthians Paulista - Paysandu SC 2:1 Anderson Beraldo 10, Freddy Rincón 90+2 - Rogério Belém 58                                  |

### Kolejka 3
| Data             | Mecz                                                                                             |
| ---------------- | ------------------------------------------------------------------------------------------------ |
| 28 kwietnia 2004 | Figueirense FC - Santos FC 2:1 Fernandes 13, Sérgio Manoel 85 - Robinho 28                       |
| 28 kwietnia 2004 | Grêmio Porto Alegre - Corinthians Paulista 4:0 Christian Corrêa 21, 38, Bruno 46, Fábio Pinto 72 |
| 28 kwietnia 2004 | Botafogo FR - Atlético Mineiro 2:2 Valdo 23, Marcelo Camacho 81 - Thiago Quirino 20, 22          |
| 28 kwietnia 2004 | Paysandu SC - Athletico Paranaense 0:3 Jadson 51, Ilan 64k, Ramalho 81                           |
| 28 kwietnia 2004 | AA Ponte Preta - Goiás EC 2:0 Alexandre 8, Vânder 14                                             |
| 28 kwietnia 2004 | Cruzeiro EC - Criciúma 2:2 Dudu 43, Jussiê 87 - Ronaldo 47, Reinaldo 50                          |
| 28 kwietnia 2004 | São Paulo - Fluminense FC 1:0 Grafite 34                                                         |
| 28 kwietnia 2004 | Coritiba FBC - SC Internacional 1:1 Aristizábal 18 - Alex Meschini 83k                           |
| 29 kwietnia 2004 | CR Vasco da Gama - Guarani FC 0:1 Alexandre 18                                                   |
| 29 kwietnia 2004 | SE Palmeiras - EC Vitória 2:2 Vágner Love 16, Pedrinho 18 - Edílson Ferreira 9k, Pedro 52        |
| 29 kwietnia 2004 | Paraná Clube - CR Flamengo 2:1 Adriano 70, William Kozlowski 73 - Rafael Gaúcho 38               |
| 24 czerwca 2004  | São Caetano - EC Juventude 1:0 Fabrício Carvalho 56                                              |

### Kolejka 4
| Data        | Mecz                                                                                                   |
| ----------- | --- |
| 1 maja 2004 | Atlético Mineiro - AA Ponte Preta 1:2 Marquinhos 67 - Weldon 14, Vânder 61                             |
| 1 maja 2004 | Criciúma - Botafogo FR 1:0 Rafael 35                                                                   |
| 1 maja 2004 | Goiás EC - Grêmio Porto Alegre 4:0 Rodrigo Tabata 31, Leandro Azevedo 35, Alex Dias 58, 90+1           |
| 1 maja 2004 | SC Internacional - Paysandu SC 1:0 Élder Granja 72                                                     |
| 2 maja 2004 | CR Flamengo - São Caetano 1:1 Rafael 76 - Fabrício Carvalho 82                                         |
| 2 maja 2004 | Fluminense FC - CR Vasco da Gama 1:0 Rodrigo Tiuí 56                                                   |
| 2 maja 2004 | EC Vitória - Figueirense FC 3:1 Cléber Loureiro 41, Obina 55, Edílson Ferreira 63 - Paulo Sérgio 80    |
| 2 maja 2004 | Guarani FC - São Paulo 2:3 Viola 31, 52 - Fábio Simplício 48, Luís Fabiano 59, Fabăo 89                |
| 2 maja 2004 | Santos FC - Cruzeiro EC 1:3 Diego Ribas 62k - Cris 20, Dudu 58, 90+3                                   |
| 2 maja 2004 | Athletico Paranaense - Coritiba FBC 1:1 Dagoberto 2 - Aristizábal 9                                    |
| 2 maja 2004 | Corinthians Paulista - SE Palmeiras 0:4 Freddy Rincón 22s, Pedrinho 26, Darío Muńoz 52, Vágner Love 76 |
| 2 maja 2004 | EC Juventude - Paraná Clube 4:0 Leonardo Manzi 28, Michel 36, Thiago 50, Marcelo Pereira 74k           |

### Kolejka 5
| Data        | Mecz |
| ----------- | --- |
| 8 maja 2004 | São Caetano - Criciúma 5:0 Gustavo Caiche 5, Fabrício Carvalho 45, Thiago 51, Warley 84, Lúcio Flávio 90k    |
| 8 maja 2004 | CR Vasco da Gama - Grêmio Porto Alegre 1:1 Dejan Petkovic 22k - Claudiomiro 63                               |
| 8 maja 2004 | Guarani FC - Athletico Paranaense 0:0                                                                        |
| 8 maja 2004 | Santos FC - EC Juventude 2:1 Basílio 34, Deivid 87 - Thiago 37                                               |
| 8 maja 2004 | SE Palmeiras - AA Ponte Preta 3:0 Nen 4, 39, Darío Muńoz 42                                                  |
| 8 maja 2004 | Paraná Clube - Cruzeiro EC 2:0 Galvăo 34, 55                                                                 |
| 9 maja 2004 | SC Internacional - Fluminense FC 0:0                                                                         |
| 9 maja 2004 | Botafogo FR - Paysandu SC 2:2 Luizăo 25, Sandro Cunha 40 - Joãozinho 42, Sandro Luz 44                       |
| 9 maja 2004 | EC Vitória - CR Flamengo 5:1 Edílson Ferreira 12k, 58, Xavier 47, Obina 52, Flavio Maestri 89 - Negreiros 65 |
| 9 maja 2004 | Goiás EC - Figueirense FC 1:0 Paulo Baier 71k                                                                |
| 9 maja 2004 | Atlético Mineiro - Corinthians Paulista 2:2 Alex Mineiro 30, Tucho 84 - Fabinho 52, Rogério Régis 60k        |
| 9 maja 2004 | Coritiba FBC - São Paulo 1:2 Jucemar 49 - Luís Fabiano 22, Gustavo Nery 26                                   |

### Kolejka 6
| Data         | Mecz |
| ------------ | --- |
| 15 maja 2004 | Athletico Paranaense - Santos FC 1:0 Washington Cerqueira 72                                                          |
| 15 maja 2004 | Paysandu SC - CR Vasco da Gama 1:2 Joãozinho 28 - Dejan Petkovic 80, Cadu 83                                          |
| 16 maja 2004 | Figueirense FC - São Caetano 1:0 Rodrigo Silva 52                                                                     |
| 16 maja 2004 | Grêmio Porto Alegre - Botafogo FR 2:2 Sandro Cunha 2, Luizăo 70 - Rico 79, Tiago Prado 85                             |
| 16 maja 2004 | CR Flamengo - SC Internacional 1:2 Jônatas 78 - Danilo Gomes 11, Marabá 72                                            |
| 16 maja 2004 | Fluminense FC - EC Vitória 1:0 Marcelo Macedo 60                                                                      |
| 16 maja 2004 | Criciúma - Goiás EC 7:2 Rafael Toledo 17, Marcos Denner 51, 80, 83, Reinaldo 57, 73k, 85 - Gustavo 1, Paulo Baier 76k |
| 16 maja 2004 | AA Ponte Preta - Coritiba FBC 0:0                                                                                     |
| 16 maja 2004 | Cruzeiro EC - SE Palmeiras 2:1 Leonardo Paula 9s, Alex 59 - Leonardo Paula 23                                         |
| 16 maja 2004 | São Paulo - Paraná Clube 2:2 Rodrigo Costa 4, Rogério Ceni 46 - Axel 22, Beto 50                                      |
| 16 maja 2004 | Corinthians Paulista - Guarani FC 1:0 Jô 32                                                                           |
| 16 maja 2004 | EC Juventude - Atlético Mineiro 1:1 Neto 56 - Rubens Cardoso 20                                                       |

### Kolejka 7
| Data         | Mecz |
| ------------ | --- |
| 22 maja 2004 | Botafogo FR - Figueirense FC 1:1 Luizăo 39k - Isaías 48                                                          |
| 22 maja 2004 | Paysandu SC - Grêmio Porto Alegre 1:3 Alonso 31 - Christian Corrêa 29k, 75k, Michel Bastos 60                    |
| 22 maja 2004 | Coritiba FBC - Atlético Mineiro 0:1 Márcio Gaúcho 52                                                             |
| 22 maja 2004 | SC Internacional - Goiás EC 1:0 Alex Meschini 26k                                                                |
| 23 maja 2004 | Criciúma - EC Vitória 2:0 Reinaldo 42, Luciano Almeida 73                                                        |
| 23 maja 2004 | CR Flamengo - Fluminense FC 1:2 Roger Guerreiro 27 - Maicon 46, Marcelo Macedo 50                                |
| 23 maja 2004 | São Caetano - CR Vasco da Gama 3:2 Euller 44, Fábio Baiano 59, Lúcio Flávio 64 - Alex Alves 51, Valdir Bigode 74 |
| 23 maja 2004 | Paraná Clube - AA Ponte Preta 0:1 André Cunha 45                                                                 |
| 23 maja 2004 | Cruzeiro EC - São Paulo 2:1 Jardel 15, Dudu 30 - Gabriel 55                                                      |
| 23 maja 2004 | Santos FC - SE Palmeiras 0:4 Vágner Love 13, 63, Darío Muńoz 32, Elson Falcăo 76                                 |
| 23 maja 2004 | Corinthians Paulista - Athletico Paranaense 0:5 Jadson 25, 26, 59, Dagoberto 35, 86                              |
| 23 maja 2004 | EC Juventude - Guarani FC 2:0 Da Silva 5, 74                                                                     |

### Kolejka 8
| Data         | Mecz |
| ------------ | --- |
| 29 maja 2004 | Fluminense FC - Criciúma 1:1 Diego 86 - Marcinho 90                                                            |
| 29 maja 2004 | AA Ponte Preta - EC Juventude 0:1 Rafael Gaúcho 32                                                             |
| 29 maja 2004 | EC Vitória - SC Internacional 2:1 Obina 9, Leandro Domingues 77 - Danilo Gomes 63                              |
| 29 maja 2004 | SE Palmeiras - Coritiba FBC 2:0 Vágner Love 35, Nen 46                                                         |
| 29 maja 2004 | Figueirense FC - Paysandu SC 1:1                                                                               |
| 30 maja 2004 | Grêmio Porto Alegre - São Caetano 1:2 Cláudio Pitbull 75 - Anderson Lima 31k, 40k                              |
| 30 maja 2004 | CR Vasco da Gama - Botafogo FR 4:0 Valdir Bigode 21, 86, Dejan Petkovic 32k, 63k                               |
| 30 maja 2004 | Goiás EC - CR Flamengo 2:2 Alex Dias 54, 89 - Negreiros 28, Zinho 43k                                          |
| 30 maja 2004 | Guarani FC - Paraná Clube 1:0 Viola 57k                                                                        |
| 30 maja 2004 | Atlético Mineiro - Santos FC 3:3 Alessandro 26, Alex Mineiro 36, Dejair 72 - Diego Ribas 17, Léo 60, Deivid 67 |
| 30 maja 2004 | São Paulo - Corinthians Paulista 1:1 Fábio Simplício 26 - Carlos Renato 32                                     |
| 30 maja 2004 | Athletico Paranaense - Cruzeiro EC 3:1 Dagoberto 42, Washington Cerqueira 51, 60 - Aparecido Lima 71           |

### Kolejka 9
| Data            | Mecz |
| --------------- | --- |
| 12 czerwca 2004 | SC Internacional - Atlético Mineiro 4:1 Alex Meschini 26, Nilmar 48, 76, Diego Gavilán 90+1 - Dejair 31   |
| 12 czerwca 2004 | São Paulo - Grêmio Porto Alegre 3:2 Cicinho 33, Luís Fabiano 37, Marquinhos 42 - Christian Corrêa 22k, 51 |
| 12 czerwca 2004 | Paraná Clube - Botafogo FR 1:1 Fernando Lombardi 10 - Luizăo 2                                            |
| 12 czerwca 2004 | Fluminense FC - Guarani FC 1:1 Júnior César 44 - Viola 49k mecz w Volta Redonda                           |
| 13 czerwca 2004 | Criciúma - EC Juventude 2:0 Rafael Toledo 23, Fábio Oliveira 90                                           |
| 13 czerwca 2004 | CR Flamengo - Athletico Paranaense 3:0 Negreiros 2, Ibson 20, Roger Guerreiro 47                          |
| 13 czerwca 2004 | EC Vitória - Santos FC 1:2 Enílton 90 - Claiton 16, Basílio 81                                            |
| 13 czerwca 2004 | Goiás EC - Corinthians Paulista 1:1 Paulo Baier 64k - Rogério Régis 69k                                   |
| 13 czerwca 2004 | AA Ponte Preta - Figueirense FC 0:2 Fernandes 1, Paulo Sérgio 90+2k                                       |
| 13 czerwca 2004 | Cruzeiro EC - Paysandu SC 1:0 Marcelo Martinez 1                                                          |
| 13 czerwca 2004 | Coritiba FBC - São Caetano 1:0 Luiz Mário 6                                                               |
| 13 czerwca 2004 | SE Palmeiras - CR Vasco da Gama 2:2 Nen 34, Vágner Love 70 - Valdir Bigode 12, Dejan Petkovic 88          |

### Kolejka 10
| Data            | Mecz                                                                               |
| --------------- | ---------------------------------------------------------------------------------- |
| 19 czerwca 2004 | CR Vasco da Gama - Paraná Clube 0:0                                                |
| 19 czerwca 2004 | Figueirense FC - Cruzeiro EC 0:0                                                   |
| 19 czerwca 2004 | Grêmio Porto Alegre - Coritiba FBC 1:1 Michel Bastos 15 - Luís Carlos Capixaba 73  |
| 19 czerwca 2004 | Athletico Paranaense - EC Vitória 1:3 Dagoberto 77 - Edílson Ferreira 66, 69, 90+4 |
| 20 czerwca 2004 | Botafogo FR - AA Ponte Preta 0:1 Alexandre 90                                      |
| 20 czerwca 2004 | Paysandu SC - São Paulo 1:0 Júlio Santos 65                                        |
| 20 czerwca 2004 | São Caetano - SE Palmeiras 1:1 Fabrício Carvalho 16 - Magrăo 55                    |
| 20 czerwca 2004 | Guarani FC - Criciúma 2:1 Alexandre 44, Jônatas 73 - André 90+2                    |
| 20 czerwca 2004 | Atlético Mineiro - Fluminense FC 2:1 Alex Mineiro 4, Zé Luís 76 - Rodolfo Bispo 17 |
| 20 czerwca 2004 | Santos FC - SC Internacional 3:0 Robinho 12, Basílio 81, André Luiz Garcia 89      |
| 20 czerwca 2004 | Corinthians Paulista - CR Flamengo 1:1 Júnior Baiano 36 - Gil 37 mecz w Limeira    |
| 20 czerwca 2004 | EC Juventude - Goiás EC 1:1 Da Silva 75 - Alex Dias 71                             |

### Kolejka 11
| Data            | Mecz |
| --------------- | --- |
| 26 czerwca 2004 | CR Flamengo - Figueirense FC 0:3 Sérgio Manoel 6k, Fernandes 37, Isaías 72                                  |
| 26 czerwca 2004 | Santos FC - Guarani FC 2:1 Deivid 25, Paulo César 90 - Netinho 83                                           |
| 26 czerwca 2004 | Coritiba FBC - Paraná Clube 1:1 Tuta 57k - Axel 64                                                          |
| 26 czerwca 2004 | Criciúma - Grêmio Porto Alegre 1:2 Marcos Denner 90+4 - Felipe Mello 33, Michel Bastos 82                   |
| 27 czerwca 2004 | SC Internacional - CR Vasco da Gama 1:3 Danilo Gomes 45+1k - Muriqui 8, Valdir Bigode 43, Chiquinho 84      |
| 27 czerwca 2004 | Botafogo FR - Fluminense FC 3:3 Almir 16, Carlos Alberto 73, Têti 90+3 - Romário 18, Daniel 23s, Arílson 75 |
| 27 czerwca 2004 | Paysandu SC - EC Vitória 4:2 Balăo 2, Alonso 12, Leonardo Pereira 18, 55 - Obina 42, Paulo Rodrigues 51     |
| 27 czerwca 2004 | Goiás EC - São Caetano 3:2 Leandro Azevedo 55, 64, Jadílson 80 - Mineiro 50, Mateus 90+1                    |
| 27 czerwca 2004 | AA Ponte Preta - Cruzeiro EC 1:0 Flávio Luiz 41k                                                            |
| 27 czerwca 2004 | Atlético Mineiro - Athletico Paranaense 0:1 Washington Cerqueira 36                                         |
| 27 czerwca 2004 | SE Palmeiras - São Paulo 2:1 Vágner Love 36, 61 - Cicinho 82                                                |
| 27 czerwca 2004 | EC Juventude - Corinthians Paulista 1:0 Igor Freire 25                                                      |

### Kolejka 12
| Data         | Mecz |
| ------------ | --- |
| 3 lipca 2004 | Fluminense FC - Grêmio Porto Alegre 2:0 Romário 31k, Alessandro 70                                               |
| 3 lipca 2004 | EC Vitória - Goiás EC 0:0                                                                                        |
| 3 lipca 2004 | Guarani FC - Atlético Mineiro 1:1 Netinho 70 - Márcio Gaúcho 13                                                  |
| 3 lipca 2004 | Athletico Paranaense - EC Juventude 4:1 Washington Cerqueira 12, 25, 66, Ilan 77 - Raone 82                      |
| 3 lipca 2004 | SC Internacional - Criciúma 3:0 Rogério Gaúcho 1, Duílio 36s, Diogo Barcellos 90+4                               |
| 3 lipca 2004 | Figueirense FC - CR Vasco da Gama 2:2 Fernandes 1, Márcio Goiano 90+1 - Anderson Costa 6, Dejan Petkovic 7       |
| 3 lipca 2004 | São Paulo - AA Ponte Preta 2:0 Cicinho 22, Vélber 54                                                             |
| 4 lipca 2004 | CR Flamengo - Paysandu SC 4:1 Roger Guerreiro 54, Whellinton 56, Jean Ferreira 66, Marcelo 67 - Bebeto Campos 67 |
| 4 lipca 2004 | São Caetano - Botafogo FR 1:2 Mateus 47 - Luizăo 14k, 24                                                         |
| 4 lipca 2004 | Cruzeiro EC - Coritiba FBC 0:3 Ataliba 18, Tuta 52, Laércio 84                                                   |
| 4 lipca 2004 | Corinthians Paulista - Santos FC 2:3 Rogério Régis 45, Fabinho 90 - Elano 7, Basílio 68, Deivid 86               |
| 4 lipca 2004 | Paraná Clube - SE Palmeiras 1:2 Marcel 62 - Pedrinho 51, Kahê 54                                                 |

### Kolejka 13
| Data         | Mecz |
| ------------ | --- |
| 6 lipca 2004 | Grêmio Porto Alegre - Figueirense FC 2:2 Michel Bastos 4, Cláudio Pitbull 79 - Sérgio Manoel 23, 86                        |
| 6 lipca 2004 | CR Vasco da Gama - EC Vitória 3:1 Dejan Petkovic 34k, Henrique Peixoto 73, Muriqui 90+1 - Obina 16k                        |
| 6 lipca 2004 | Goiás EC - Fluminense FC 4:0 Rodrigo Tabata 16, 90, Paulo Baier 22, Aldrovani 80                                           |
| 6 lipca 2004 | São Paulo - Atlético Mineiro 1:0 Danilo 54                                                                                 |
| 7 lipca 2004 | Criciúma - CR Flamengo 1:1 Reinaldo 3 - Juliano Vicentini 1                                                                |
| 7 lipca 2004 | Botafogo FR - SC Internacional 5:1 Almir 21, Raúl Estévez 48, Luizăo 70k, Marcelo Camacho 79, Túlio 90+2 - Rafael Sobis 68 |
| 7 lipca 2004 | Paysandu SC - São Caetano 0:0                                                                                              |
| 7 lipca 2004 | AA Ponte Preta - Santos FC 0:4 Elano 2, Pretto Casagrande 66, Basílio 71, Robinho 73                                       |
| 7 lipca 2004 | Cruzeiro EC - Guarani FC 2:0 Dudu 69, Jussiê 76                                                                            |
| 7 lipca 2004 | Coritiba FBC - Corinthians Paulista 1:2 Alemăo 57 - Rogério Régis 51, Gil 54                                               |
| 7 lipca 2004 | SE Palmeiras - EC Juventude 4:1 Kahê 40, 73, 90+1, Corrêa 81 - Thiago 62                                                   |
| 7 lipca 2004 | Paraná Clube - Athletico Paranaense 1:0 Fernando Lombardi 68                                                               |

### Kolejka 14
| Data          | Mecz                                                                                           |
| ------------- | ---------------------------------------------------------------------------------------------- |
| 10 lipca 2004 | Figueirense FC - Criciúma 2:0 Márcio Goiano 20, Fernandes 60                                   |
| 10 lipca 2004 | SC Internacional - Grêmio Porto Alegre 2:0 Vinícius 54, Fernandăo 69                           |
| 10 lipca 2004 | CR Flamengo - CR Vasco da Gama 0:1 Dejan Petkovic 43k                                          |
| 10 lipca 2004 | Fluminense FC - São Caetano 1:0 Diego 87 mecz w Volta Redonda                                  |
| 10 lipca 2004 | EC Vitória - Botafogo FR 1:0 Magnum 11                                                         |
| 10 lipca 2004 | Goiás EC - Paysandu SC 3:2 Alex Dias 37, 49, Rodrigo Tabata 76 - Cláudio 79, Vinícius Abreu 84 |
| 10 lipca 2004 | AA Ponte Preta - Guarani FC 3:1 Weldon 27, 60, 63 - Valdir Papel 44                            |
| 10 lipca 2004 | Atlético Mineiro - Cruzeiro EC 2:0 Alex Mineiro 13, Thiago Quirino 70                          |
| 10 lipca 2004 | Santos FC - São Paulo 2:1 Deivid 33, Ricardinho 90+2 - Danilo 24                               |
| 10 lipca 2004 | Athletico Paranaense - SE Palmeiras 0:0                                                        |
| 10 lipca 2004 | Corinthians Paulista - Paraná Clube 1:0 Rogério Régis 18k                                      |
| 10 lipca 2004 | EC Juventude - Coritiba FBC 1:0 Leonardo Manzi 77                                              |

### Kolejka 15
| Data          | Mecz |
| ------------- | --- |
| 13 lipca 2004 | Figueirense FC - Paraná Clube 0:0                                                                                |
| 13 lipca 2004 | Grêmio Porto Alegre - Cruzeiro EC 2:3 Marcelinho 14, Cléber 76 - Héctor Tapia 56, 90k, Luiz Fernando Martinez 63 |
| 13 lipca 2004 | CR Vasco da Gama - Coritiba FBC 2:3 Valdir Bigode 45, Dejan Petkovic 80 - Cléber 39, Alemăo 52, Ricardinho 67    |
| 13 lipca 2004 | Botafogo FR - SE Palmeiras 1:1 Luizăo 64 - Thiago Gentil 81                                                      |
| 13 lipca 2004 | Paysandu SC - AA Ponte Preta 3:0 Leonardo Pereira 14, Cláudio 64, 66                                             |
| 13 lipca 2004 | São Caetano - São Paulo 0:0                                                                                      |
| 13 lipca 2004 | Guarani FC - SC Internacional 2:1 Sidney 44, Ricardo Lobo 90+2 - Rafael Sobis 68                                 |
| 13 lipca 2004 | Atlético Mineiro - EC Vitória 1:1 Juninho 80 - Marcelo Silva 90+1                                                |
| 13 lipca 2004 | Santos FC - CR Flamengo 2:0 Robinho 80, Basílio 88                                                               |
| 13 lipca 2004 | Athletico Paranaense - Goiás EC 6:0 Fagoberto 29, Washington Cerqueira 40, 55, 68, Ilan 57, Dennys 81            |
| 13 lipca 2004 | Corinthians Paulista - Criciúma 1:0 Rogério Régis 39                                                             |
| 13 lipca 2004 | EC Juventude - Fluminense FC 2:1 Da Silva 1, Leonardo Manzi 59 - Marcelo Macedo 45+2                             |

### Kolejka 16
| Data          | Mecz |
| ------------- | --- |
| 17 lipca 2004 | Criciúma - Atlético Mineiro 4:2 Fernandinho 15, 76, Vágner 70, Paulo César 90+1 - Quirino 32, André Luiz Nascimento 84 |
| 17 lipca 2004 | SC Internacional - Athletico Paranaense 6:0 Danilo Gomes 1, 13, 18, 37, Fernandăo 40, Alex Meschini 64k                |
| 17 lipca 2004 | CR Flamengo - EC Juventude 0:1 Naldo 69                                                                                |
| 17 lipca 2004 | Fluminense FC - Santos FC 1:0 Marcelo Macedo 56                                                                        |
| 17 lipca 2004 | EC Vitória - Corinthians Paulista 1:1 Nenê 13 - Rosinei 53                                                             |
| 17 lipca 2004 | Goiás EC - Guarani FC 2:0 Alex Dias 61, 81                                                                             |
| 17 lipca 2004 | AA Ponte Preta - CR Vasco da Gama 3:2 Luís Carlos 62, Weldon 72, Marcus Vinícius 86 - Anderson Costa 30, Denílson 78   |
| 17 lipca 2004 | Cruzeiro EC - Botafogo FR 3:2 Luiz Fernando Martinez 53, Héctor Tapia 56, Jussiê 82 - Têti 87, Gustavo 90+1            |
| 17 lipca 2004 | São Paulo - Figueirense FC 2:1 Rogério Ceni 12k, 72 - Sérgio Manoel 84k                                                |
| 17 lipca 2004 | Coritiba FBC - Paysandu SC 1:1 Tuta 8 - Cláudio 7                                                                      |
| 17 lipca 2004 | SE Palmeiras - Grêmio Porto Alegre 2:0 Pedrinho 82, Diego Souza 87                                                     |
| 17 lipca 2004 | Paraná Clube - São Caetano 0:1 Warley 59                                                                               |

### Kolejka 17
| Data          | Mecz |
| ------------- | --- |
| 20 lipca 2004 | Figueirense FC - Coritiba FBC 1:1 Marlon 1 - Tuta 83                                                                           |
| 20 lipca 2004 | Grêmio Porto Alegre - Paraná Clube 4:0 Christian Corrêa 30, 90+1, Cláudio Pitbull 39, 55                                       |
| 20 lipca 2004 | CR Vasco da Gama - Cruzeiro EC 3:2 Dejan Petkovic 29k, Anderson Costa 42, Róbson Luiz 54 - Luiz Fernando Martinez 9, Jussiê 76 |
| 20 lipca 2004 | Botafogo FR - São Paulo 1:0 Gláucio 88                                                                                         |
| 20 lipca 2004 | Paysandu SC - SE Palmeiras 1:0 Alex Pinho 78                                                                                   |
| 20 lipca 2004 | São Caetano - AA Ponte Preta 0:1 Marcos Vinícius 79                                                                            |
| 20 lipca 2004 | Guarani FC - CR Flamengo 0:1 Íbson 54                                                                                          |
| 20 lipca 2004 | Atlético Mineiro - Goiás EC 0:2 Rodrigo Tabata 32, Alex Dias 74                                                                |
| 20 lipca 2004 | Santos FC - Criciúma 5:2 Robinho 26, 68, Elano 36, Deivid 34, Ricardinho 90+1 - Reinaldo Souza 40, Geninho 55                  |
| 20 lipca 2004 | Athletico Paranaense - Fluminense FC 4:1 Jadson 2, Dagoberto 25, 45, 81k - Mauro 86                                            |
| 20 lipca 2004 | Corinthians Paulista - SC Internacional 0:0                                                                                    |
| 20 lipca 2004 | EC Juventude - EC Vitória 3:2 Da Silva 13k, 82k, Donizete Amorim 77 - Edílson Ferreira 37, Obina 46                            |

### Kolejka 18
| Data          | Mecz |
| ------------- | --- |
| 24 lipca 2004 | Criciúma - Athletico Paranaense 4:1 Gilmar Lima 6, Alex 15, Marcos Denner 64, Reinaldo Souza 85 - Marcăo 38 |
| 24 lipca 2004 | SC Internacional - EC Juventude 1:2 Danilo Gomes 66 - Donizete Amorim 61, Wellington Lopes 73               |
| 24 lipca 2004 | CR Flamengo - Atlético Mineiro 0:0                                                                          |
| 24 lipca 2004 | Fluminense FC - Corinthians Paulista 2:0 Romário 36, Esquerdinha 90+2                                       |
| 24 lipca 2004 | EC Vitória - Guarani FC 3:2 Obina 10, 69, Edílson Ferreira 55 - Sandro Hiroshi 58, Valdir Papel 81          |
| 24 lipca 2004 | Goiás EC - Santos FC 3:3 Robinho 13, Joăo Paulo 27s, Deivid 35 - Cléber 15, 21, Leandro Azevedo 59          |
| 24 lipca 2004 | AA Ponte Preta - Grêmio Porto Alegre 1:0 Rafael Santos 80                                                   |
| 24 lipca 2004 | Cruzeiro EC - São Caetano 0:1 Fabrício Carvalho 53                                                          |
| 24 lipca 2004 | São Paulo - CR Vasco da Gama 1:0 Danilo 36                                                                  |
| 24 lipca 2004 | Coritiba FBC - Botafogo FR 1:0 Alemăo 36                                                                    |
| 24 lipca 2004 | SE Palmeiras - Figueirense FC 0:0                                                                           |
| 24 lipca 2004 | Paraná Clube - Paysandu SC 2:0 Galvăo 12, Sinval 44k                                                        |

### Kolejka 19
| Data          | Mecz |
| ------------- | --- |
| 28 lipca 2004 | Figueirense FC - Fluminense FC 2:1 Marlon 52, Paulo Sérgio 69k - Esquerdinha 40                                   |
| 28 lipca 2004 | Grêmio Porto Alegre - EC Vitória 4:0 Christian Corrêa 45+3, 50, Cláudio Pitbull 63, 69                            |
| 28 lipca 2004 | Botafogo FR - CR Flamengo 0:0                                                                                     |
| 28 lipca 2004 | Paysandu SC - Criciúma 2:2 Leonardo Pereira 43, Hernâni Nogueira 46 - Marcos Denner 73, Luciano Ferreira 79       |
| 28 lipca 2004 | Guarani FC - SE Palmeiras 1:0 Luiz Fernando Acuńa 52                                                              |
| 28 lipca 2004 | Athletico Paranaense - AA Ponte Preta 4:0 Fernandinho 70, Jadson 83, Washington Cerqueira 90, Ivan 90+1           |
| 28 lipca 2004 | Corinthians Paulista - Cruzeiro EC 1:0 Gil 70                                                                     |
| 28 lipca 2004 | EC Juventude - São Paulo 1:2 Zé Rodolpho 4 - Diego Tardelli 66, Vélber 82                                         |
| 29 lipca 2004 | Atlético Mineiro - Paraná Clube 4:1 André Luiz Nascimento 4, Alex Mineiro 35, 67, Márcio Mexerica 43 - Marcel 89k |
| 29 lipca 2004 | CR Vasco da Gama - Goiás EC 3:1 Anderson Costa 64, Alex Alves 71, Claudemir 79 - Leandro Azevedo 18               |
| 29 lipca 2004 | Santos FC - Coritiba FBC 4:2 Deivid 13, Elano 31, 52, Basílio 43 - Luís Carlos Capixaba 9, Aristizábal 88         |
| 29 lipca 2004 | São Caetano - SC Internacional 2:0 Marco Aurélio 47, Ânderson Lima 63                                             |

### Kolejka 20
| Data            | Mecz                                                                                                |
| --------------- | --------------------------------------------------------------------------------------------------- |
| 31 lipca 2004   | Athletico Paranaense - Grêmio Porto Alegre 0:0                                                      |
| 31 lipca 2004   | Fluminense FC - Cruzeiro EC 0:0                                                                     |
| 1 sierpnia 2004 | Criciúma - AA Ponte Preta 3:1 Marcos Denner 31, Luciano Almeida 58, Athos 82 - Weldon 59            |
| 1 sierpnia 2004 | SC Internacional - São Paulo 1:1 Marabá 86 - Jean Carlos 71                                         |
| 1 sierpnia 2004 | CR Flamengo - SE Palmeiras 0:1 Baiano 56                                                            |
| 1 sierpnia 2004 | EC Vitória - Coritiba FBC 2:2 Allann Delon 68, Xavier 80 - Luís Carlos Capixaba 31, 90+1            |
| 1 sierpnia 2004 | Goiás EC - Paraná Clube 3:0 Leandro Azevedo 12, Jorge Mutt 59, 63                                   |
| 1 sierpnia 2004 | Guarani FC - Botafogo FR 0:2 Schwenck 57, Almir 78                                                  |
| 1 sierpnia 2004 | Atlético Mineiro - Figueirense FC 3:1 Alex Mineiro 5, Zé Luís 58, Márcio Mexirica 69 - Mazinho 90+1 |
| 1 sierpnia 2004 | Santos FC - Paysandu SC 6:0 Robinho 10, 44, Elano 15, Ricardinho 42, Basílio 60, Fabinho 83         |
| 1 sierpnia 2004 | Corinthians Paulista - São Caetano 2:0 Fabinho 35, Jô 90+1                                          |
| 1 sierpnia 2004 | EC Juventude - CR Vasco da Gama 1:1 Naldo 51 - Alex Alves 65                                        |

### Kolejka 21
| Data            | Mecz                                                                                                 |
| --------------- | --- |
| 4 sierpnia 2004 | Figueirense FC - Guarani FC 1:1 André Santos FC 72 - Luiz Fernando Acuńa 11                          |
| 4 sierpnia 2004 | Grêmio Porto Alegre - Santos FC 3:1 Cláudio Pitbull 8, 13, Christian Corrêa 50 - Basílio 61          |
| 4 sierpnia 2004 | CR Vasco da Gama - Corinthians Paulista 1:3 Ânderson Costa 36 - Jô 73, 90+2, Anderson Beraldo 84     |
| 4 sierpnia 2004 | Paysandu SC - Atlético Mineiro 2:1 Sandro Goiano 19, Maurinho 44 - Renato 2                          |
| 4 sierpnia 2004 | São Caetano - Athletico Paranaense 0:3 Dagoberto 34, Marinho 62, Washington Cerqueira 64             |
| 4 sierpnia 2004 | AA Ponte Preta - Fluminense FC 3:2 Luís Carlos 7, Júlio César 40, Flávio Luiz 89 - Mauro 16, Alex 84 |
| 4 sierpnia 2004 | Coritiba FBC - CR Flamengo 1:0 Tuta 42                                                               |
| 4 sierpnia 2004 | SE Palmeiras - Goiás EC 0:3 Leandro Azevedo 9, Paulo Baier 44, Somália 59                            |
| 4 sierpnia 2004 | Paraná Clube - Criciúma 0:3 Wagner Carioca 32, Marcos Denner 66, Fernandinho 69                      |
| 5 sierpnia 2004 | Botafogo FR - EC Juventude 0:1 Wellington Lopes 59                                                   |
| 5 sierpnia 2004 | Cruzeiro EC - SC Internacional 2:0 Wendell 3, Fred 82                                                |
| 5 sierpnia 2004 | São Paulo - EC Vitória 2:1 Luís Fabiano 16k, 17 - Obina 25                                           |

### Kolejka 22
| Data            | Mecz |
| --------------- | --- |
| 7 sierpnia 2004 | Fluminense FC - Paraná Clube 3:1 Edmundo 36k, 50k, 80 - Axel 37 mecz w Volta Redonda                       |
| 7 sierpnia 2004 | Goiás EC - Coritiba FBC 1:2 Alex Dias 90k - Luís Carlos Capixaba 23, Tuta 90+4k                            |
| 7 sierpnia 2004 | Atlético Mineiro - Grêmio Porto Alegre 3:0 Márcio Mexerica 21, 42, Alex Mineiro 86                         |
| 7 sierpnia 2004 | Santos FC - São Caetano 0:1 Fabrício Carvalho 1                                                            |
| 8 sierpnia 2004 | Criciúma - SE Palmeiras 1:2 Marcos Denner 72 - Élson Falcăo 54, Magrăo 81                                  |
| 8 sierpnia 2004 | SC Internacional - AA Ponte Preta 1:2 Élder Granja 74 - Lindomar 47, André Cunha 56                        |
| 8 sierpnia 2004 | CR Flamengo - São Paulo 1:0 Dimba 58                                                                       |
| 8 sierpnia 2004 | EC Vitória - Cruzeiro EC 3:2 Obina 8, Marcelo Silva 53, Edílson 90+1 - Leandro Silva 38, Aparecido Lima 61 |
| 8 sierpnia 2004 | Guarani FC - Paysandu SC 0:0                                                                               |
| 8 sierpnia 2004 | Athletico Paranaense - CR Vasco da Gama 2:0 Jadson 12, Dagoberto 87                                        |
| 8 sierpnia 2004 | Corinthians Paulista - Botafogo FR 2:2 Gil 15, Wendell 64 - Valdo 18, Schwenck 86                          |
| 8 sierpnia 2004 | EC Juventude - Figueirense FC 0:0                                                                          |

### Kolejka 23
| Data             | Mecz                                                                                   |
| ---------------- | -------------------------------------------------------------------------------------- |
| 11 sierpnia 2004 | Figueirense FC - Corinthians Paulista 0:1 Marcelo Ramos 43k                            |
| 11 sierpnia 2004 | Grêmio Porto Alegre - Guarani FC 1:1 Christian Corrêa 68 - Sandro Hiroshi 33           |
| 11 sierpnia 2004 | CR Vasco da Gama - Santos FC 2:3 Ygor 47, Dejan Petkovic 59 - Deivid 4, 66, Robinho 82 |
| 11 sierpnia 2004 | Paysandu SC - EC Juventude 0:1 Donizete Amorim 35                                      |
| 11 sierpnia 2004 | Cruzeiro EC - CR Flamengo 2:0 Fred 62, Jussiê 69k                                      |
| 11 sierpnia 2004 | Paraná Clube - SC Internacional 1:2 Christian 9 - Diego Gavilán 82, Nilmar 87          |
| 11 sierpnia 2004 | AA Ponte Preta - EC Vitória 1:0 Weldon 40                                              |
| 11 sierpnia 2004 | São Paulo - Goiás EC 4:0 Vélber 15, André Dias 54s, Grafite 78, Gabriel 90             |
| 12 sierpnia 2004 | Botafogo FR - Athletico Paranaense 1:1 Schwenck 70 - Washington Cerqueira 34           |
| 12 sierpnia 2004 | São Caetano - Atlético Mineiro 1:1 Fabrício Carvalho 21 - Zé Luís 71                   |
| 12 sierpnia 2004 | Coritiba FBC - Criciúma 1:0 Tuta 57                                                    |
| 12 sierpnia 2004 | SE Palmeiras - Fluminense FC 3:2 Osmar 49, 53, Lúcio 62 - Antônio Carlos 6, Alex 51    |

### Kolejka 24
| Data             | Mecz                                                                                |
| ---------------- | ----------------------------------------------------------------------------------- |
| 14 sierpnia 2004 | SC Internacional - Figueirense FC 4:0 Nilmar 18, 90+1, Fernandăo 46, Chiquinho 77   |
| 14 sierpnia 2004 | EC Juventude - Cruzeiro EC 1:0 Geison 77                                            |
| 14 sierpnia 2004 | CR Flamengo - Grêmio Porto Alegre 3:0 Whellinton 49, Dimba 63, Júnior Baiano 68     |
| 14 sierpnia 2004 | Corinthians Paulista - AA Ponte Preta 2:0 Jô 40, 85                                 |
| 15 sierpnia 2004 | Criciúma - CR Vasco da Gama 1:0 Fernandinho 85                                      |
| 15 sierpnia 2004 | Fluminense FC - Paysandu SC 1:1 Ramon Hubner 76 - Vinícius Abreu 26                 |
| 15 sierpnia 2004 | EC Vitória - São Caetano 1:2 Obina 19 - Ânderson Lima 46, Marcinho 88               |
| 15 sierpnia 2004 | Goiás EC - Botafogo FR 3:1 Paulo Baier 10k, 38k, 69 - Almir 44                      |
| 15 sierpnia 2004 | Guarani FC - Coritiba FBC 0:0                                                       |
| 15 sierpnia 2004 | Atlético Mineiro - SE Palmeiras 1:2 Alex Mineiro 69 - Thiago Gentil 56, Osmar 90+1  |
| 15 sierpnia 2004 | Santos FC - Paraná Clube 5:1 Robinho 2, 62, Léo 31, Basílio 41, 90+1 - Christian 74 |
| 15 sierpnia 2004 | Athletico Paranaense - São Paulo 1:0 Dagoberto 37                                   |

### Kolejka 25
| Data             | Mecz |
| ---------------- | --- |
| 18 sierpnia 2004 | Figueirense FC - Athletico Paranaense 1:1 Izaías 19',p - Raulen 63'                                                    |
| 18 sierpnia 2004 | Grêmio Porto Alegre - EC Juventude 2:4 Cláudio Pitbull 5', Fábio Pinto 22' - Lopes 28', Índio 59', Da Silva 76'p, 90'p |
| 18 sierpnia 2004 | Botafogo FR - Santos FC 2:0 [Joăo Carlos 58', Jorginho Paulista 87']                                                   |
| 18 sierpnia 2004 | Paysandu SC - Corinthians Paulista 2:1 Hernâni 81', Zé Augusto 89' - Fábio Baiano 42'                                  |
| 18 sierpnia 2004 | São Caetano - Guarani FC 3:0 [Marcinho 58', Triguinho 73', Euller 81']                                                 |
| 18 sierpnia 2004 | AA Ponte Preta - CR Flamengo 1:0 [Júlio César 12']                                                                     |
| 18 sierpnia 2004 | Cruzeiro EC - Goiás EC 1:3 Alex Dias 15', Leandro Azevedo 58', Edu Dracena 90+1'og - Jussiê 59'                        |
| 18 sierpnia 2004 | SE Palmeiras - SC Internacional 3:1 Baiano 13', Thiago Gentil 39', Osmar 53' - Danilo Gomes 76'                        |
| 18 sierpnia 2004 | Paraná Clube - EC Vitória 4:1 Galvăo 21', 54', Christian 44', Maranhăo 58' - Marcelo Silva 88'                         |
| 19 sierpnia 2004 | São Paulo - Criciúma 2:0 [Grafite 39', Gabriel 75']                                                                    |
| 19 sierpnia 2004 | CR Vasco da Gama - Atlético Mineiro 3:0 [Anderson Costa 5', Robson Luiz 50', Valdir Bigode 71']                        |
| 19 sierpnia 2004 | Coritiba FBC - Fluminense FC 2:0 [Aristizábal 43', Tuta 49']                                                           |

### Kolejka 26
| Data             | Mecz                                                                                                  |
| ---------------- | --- |
| 21 sierpnia 2004 | CR Flamengo - Paraná Clube 2:1 Dimba 13, 48 - Christian 70                                            |
| 21 sierpnia 2004 | Corinthians Paulista - Grêmio Porto Alegre 1:1 Fabinho 26 - Cláudio Pitbull 47                        |
| 22 sierpnia 2004 | Criciúma - Cruzeiro EC 1:2 Roni 17 - Fred 44, Jussiê 77                                               |
| 22 sierpnia 2004 | SC Internacional - Coritiba FBC 1:1 Fernandăo 21 - Adriano Corrêa 50                                  |
| 22 sierpnia 2004 | Fluminense FC - São Paulo 1:0 Antônio Carlos 3 mecz w Volta Redonda                                   |
| 22 sierpnia 2004 | EC Vitória - SE Palmeiras 2:1 Cametá 4, Allann Delon 39 - Thiago Gentil 83, Osmar 90+1                |
| 22 sierpnia 2004 | Goiás EC - AA Ponte Preta 5:0 Leandro Azevedo 13, Alex Dias 20, 67, 73, Jadílson 41                   |
| 22 sierpnia 2004 | Guarani FC - CR Vasco da Gama 1:1 Valdir Papel 46 - Robson Luiz 89                                    |
| 22 sierpnia 2004 | Atlético Mineiro - Botafogo FR 1:1 Márcio Mexerica 57 - Luizăo 80k                                    |
| 22 sierpnia 2004 | Santos FC - Figueirense FC 4:1 Elano 7, Robinho 20, 76, Deivid 48 - Izaías 31 mecz w Mogi Mirim       |
| 22 sierpnia 2004 | Athletico Paranaense - Paysandu SC 2:0 Igor 42, Washington Cerqueira 56                               |
| 22 sierpnia 2004 | EC Juventude - São Caetano 2:2 Lopes 32, Reinaldo Aleluia 77 - Fabrício carvalho 44, Ânderson Lima 70 |

### Kolejka 27
| Data             | Mecz |
| ---------------- | --- |
| 28 sierpnia 2004 | Grêmio Porto Alegre - Goiás EC 1:1 Cláudio Pitbull 26 - Alex Dias 82                                                   |
| 28 sierpnia 2004 | Paysandu SC - SC Internacional 2:1 Alexandre 2, Jóbson 32 - Wilson 90+1                                                |
| 28 sierpnia 2004 | Botafogo FR - Criciúma 1:1 Schwenck 20 - Fernandinho 5                                                                 |
| 28 sierpnia 2004 | Paraná Clube - EC Juventude 1:2 Galvăo 44 - Neto 10, Lopes 65                                                          |
| 28 sierpnia 2004 | São Paulo - Guarani FC 3:3 Grafite 37, Diego Lugano 44, Diego Tardelli 45 - Harisson 30, Valdir Papel 33k, Viola 90+4k |
| 29 sierpnia 2004 | Figueirense FC - EC Vitória 2:1 Izaías 13, Cléber 66 - Allann Delon 28                                                 |
| 29 sierpnia 2004 | CR Vasco da Gama - Fluminense FC 1:1 Valdir Bigode 49 - Alessandro 52                                                  |
| 29 sierpnia 2004 | São Caetano - CR Flamengo 0:1 Dimba 59k                                                                                |
| 29 sierpnia 2004 | AA Ponte Preta - Atlético Mineiro 1:1 Lindomar 27 - Renato 78                                                          |
| 29 sierpnia 2004 | Cruzeiro EC - Santos FC 4:4 Fred 30, 65, Jussiê 83, Wendell 87 - Robinho 13, 20, Deivid 58, Elano 63                   |
| 29 sierpnia 2004 | Coritiba FBC - Athletico Paranaense 1:2 Alemăo 51 - Fernandinho 82, Washington Stecanella 85                           |
| 29 sierpnia 2004 | SE Palmeiras - Corinthians Paulista 0:1 Jô 42                                                                          |

### Kolejka 28
| Data            | Mecz                                                                                               |
| --------------- | -------------------------------------------------------------------------------------------------- |
| 1 września 2004 | Figueirense FC - Goiás EC 3:2 André 10, Nenê 46, Romualdo 78 - Tiago 76, Aldrovani 81              |
| 1 września 2004 | Fluminense FC - SC Internacional 3:1 Edmundo 38k, Antônio Carlos 66, Tiago 90+1 - Rafael Sobis 75  |
| 1 września 2004 | Criciúma - São Caetano 0:4 Mineiro 32, Fabrício Carvalho 61, Marcinho 77, 84                       |
| 1 września 2004 | AA Ponte Preta - SE Palmeiras 0:0                                                                  |
| 1 września 2004 | Cruzeiro EC - Paraná Clube 1:4 Guilherme 65 - Cristian 14, Maranhăo 43, Galvăo 71, Marcelo 72      |
| 1 września 2004 | São Paulo - Coritiba FBC 2:3 Danilo 5, César Sampaio 83 - Aristizábal 1, Tuta 17k, Roberto Brum 41 |
| 1 września 2004 | Corinthians Paulista - Atlético Mineiro 1:0 Rosinei 45                                             |
| 1 września 2004 | EC Juventude - Santos FC 1:2 Naldo 26 - Elano 11, Ricardinho 88                                    |
| 2 września 2004 | Paysandu SC - Botafogo FR 2:0 Dandro Luz 39, Vinícius de Abreu 90+6k                               |
| 2 września 2004 | Athletico Paranaense - Guarani FC 2:0 Fernandinho 14, Washington Stecanella 80                     |
| 2 września 2004 | Grêmio Porto Alegre - CR Vasco da Gama 1:2 Christian Corrêa 19 - Dejan Petkovic 44k, 76            |
| 2 września 2004 | CR Flamengo - EC Vitória 2:0 André Bahia 9, Alex Silva 88s                                         |

### Kolejka 29
| Data            | Mecz                                                                             |
| --------------- | -------------------------------------------------------------------------------- |
| 7 września 2004 | CR Vasco da Gama - Paysandu SC 0:1 Leonardo Pereira 61                           |
| 7 września 2004 | SE Palmeiras - Cruzeiro EC 1:3 Osmar 56 - Sandro 60, Márcio 62, 83               |
| 8 września 2004 | São Caetano - Figueirense FC 1:0 Thiago Martinelli 28                            |
| 8 września 2004 | SC Internacional - CR Flamengo 0:0                                               |
| 8 września 2004 | Goiás EC - Criciúma 2:1 Leandro Azevedo 15, Rodrigo Tabata 76 - Marcos Denner 72 |
| 8 września 2004 | Guarani FC - Corinthians Paulista 0:1 Gil 27                                     |
| 8 września 2004 | Atlético Mineiro - EC Juventude 1:1 Márcio Mexerica 21 - Da Silva 74             |
| 8 września 2004 | Santos FC - Athletico Paranaense 1:1 Basílio 48 - Marinho 46                     |
| 8 września 2004 | Paraná Clube - São Paulo 0:2 Rodrigo 12, Danilo 53                               |
| 9 września 2004 | Coritiba FBC - AA Ponte Preta 2:0 Tuta 17, Aristizábal 69                        |
| 9 września 2004 | Botafogo FR - Grêmio Porto Alegre 2:1 Renatinho 66, 73 - Christian Corrêa 48     |
| 9 września 2004 | EC Vitória - Fluminense FC 2:3 Edílson 22, 38k - Ramon Hubner 60k, 90+1, Alex 73 |

### Kolejka 30
| Data             | Mecz |
| ---------------- | --- |
| 11 września 2004 | São Paulo - Cruzeiro EC 0:0                                                                                          |
| 11 września 2004 | Guarani FC - EC Juventude 3:1 Viola 29, 68k, Sandro Hiroshi 31 - Lopes 61k                                           |
| 11 września 2004 | CR Vasco da Gama - São Caetano 1:2 Anderson Costa 9 - Euller 31, Paulo Miranda 66                                    |
| 11 września 2004 | Goiás EC - SC Internacional 1:0 Paulo Baier 41                                                                       |
| 12 września 2004 | Figueirense FC - Botafogo FR 3:1 Everton Izidro 16, Carlos Alberto 46, 61 - Schwenck 14                              |
| 12 września 2004 | Grêmio Porto Alegre - Paysandu SC 1:1 Cláudio Pitbull 74 - Jobson 47                                                 |
| 12 września 2004 | Fluminense FC - CR Flamengo 2:1 Roger Flores 71, Edmundo 83 - Henrique 82                                            |
| 12 września 2004 | EC Vitória - Criciúma 1:0 Edílson 45k                                                                                |
| 12 września 2004 | Atlético Mineiro - Coritiba FBC 2:1 Rodrigo Fabri 12, 15k - Luís Carlos Capixaba 1                                   |
| 12 września 2004 | Athletico Paranaense - Corinthians Paulista 3:1 Valdson 55s, Jadson 72, Washington Cerqueira 90+3k - Renato Abreu 58 |
| 12 września 2004 | SE Palmeiras - Santos FC 1:2 Osmar 41 - Deivid 41, Elano 45                                                          |
| 12 września 2004 | AA Ponte Preta - Paraná Clube 0:2 Cristian 4, Galvăo 47                                                              |

### Kolejka 31
| Data             | Mecz |
| ---------------- | --- |
| 18 września 2004 | Criciúma - Fluminense FC 0:2 Roger Flores 4, Diego 68                                                           |
| 18 września 2004 | São Caetano - Grêmio Porto Alegre 2:0 Fabrício Carvalho 27, Fernando Baiano 90+4k                               |
| 18 września 2004 | Paraná Clube - Guarani FC 0:0                                                                                   |
| 18 września 2004 | Santos FC - Atlético Mineiro 2:0 Domingos 8, Elano 56                                                           |
| 19 września 2004 | SC Internacional - EC Vitória 2:1 Fernandăo 32, 73 - Cléber Loureiro 82k                                        |
| 19 września 2004 | CR Flamengo - Goiás EC 4:0 Zinho 44, 75, Ibson 63, Jean Ferreira 84                                             |
| 19 września 2004 | Botafogo FR - CR Vasco da Gama 2:2 Almir 19, Élvis 46 - Anderson Costa 54, Henrique Peixoto 84                  |
| 19 września 2004 | Paysandu SC - Figueirense FC 3:1 Vinícius Abreu 73, Zé Augusto 76, Adiraninho 80 - Paulo Sérgio 2               |
| 19 września 2004 | Cruzeiro EC - Athletico Paranaense 2:4 Guilherme 7, Fred 85 - Washington Cerqueira 45k, 76k, Ivan 51, Jadson 52 |
| 19 września 2004 | Coritiba FBC - SE Palmeiras 0:0                                                                                 |
| 19 września 2004 | Corinthians Paulista - São Paulo 0:0                                                                            |
| 19 września 2004 | EC Juventude - AA Ponte Preta 1:2 Sandrinho 77 - Danilo Bueno 19, Romeu 83                                      |

### Kolejka 32
| Data             | Mecz |
| ---------------- | --- |
| 24 września 2004 | Figueirense FC - AA Ponte Preta 0:1 André Cunha 70                                                                          |
| 25 września 2004 | Grêmio Porto Alegre - São Paulo 2:1 Cláudio Pitbull 32, 83 - Cicinho 87                                                     |
| 25 września 2004 | Paysandu SC - Cruzeiro EC 3:1 Maurinho 42, Balăo 63, 87 - Fred 13                                                           |
| 25 września 2004 | São Caetano - Coritiba FBC 1:0 Fabrício Carvalho 18                                                                         |
| 25 września 2004 | Guarani FC - Fluminense FC 1:1 Viola 14 - Rodrigo Tiuí 88                                                                   |
| 25 września 2004 | Atlético Mineiro - SC Internacional 1:1 Alex Mineiro 62 - Fernandăo 77                                                      |
| 26 września 2004 | CR Vasco da Gama - SE Palmeiras 2:5 André Lima 63, Dejan Petkovic 81k - Lúcio 9, Pedrinho 16, Élson Falcăo 28, Osmar 59, 72 |
| 26 września 2004 | Botafogo FR - Paraná Clube 4:3 Caio Decossau 45+1, Schwenck 52, 87, Ricardinho 56 - Galvăo 15, Canindé 33, Marcel 90+2      |
| 26 września 2004 | Santos FC - EC Vitória 4:1 Elano 49, Robinho 62, 90+2, Ricardinho 84 - Obina 47                                             |
| 26 września 2004 | Athletico Paranaense - CR Flamengo 2:1 Washington Cerqueira 88, 90k - Júnior Baiano 69                                      |
| 26 września 2004 | Corinthians Paulista - Goiás EC 1:0 Fábio Baiano 88                                                                         |
| 26 września 2004 | EC Juventude - Criciúma 1:0 Da Silva 16k                                                                                    |

### Kolejka 33
| Data             | Mecz |
| ---------------- | --- |
| 28 września 2004 | Cruzeiro EC - Figueirense FC 3:3 Sandro 16, Marcelo Batatais 34, Marco Aurélio 66 - Galeano 38, Romualdo 62, Marlon 69 |
| 28 września 2004 | São Paulo - Paysandu SC 7:0 Cicinho 30, 59, Nildo 34, Grafite 53, 71, Willamis Souza 76, Jean Carlos 81                |
| 28 września 2004 | Coritiba FBC - Grêmio Porto Alegre 2:1 Alemăo 49, Adriano Corrêa 53 - Cláudio Pitbull 90+3                             |
| 28 września 2004 | Fluminense FC - Atlético Mineiro 1:1 Ramon Hubner 55 - Rafael Lopes 34                                                 |
| 29 września 2004 | Criciúma - Guarani FC 1:1 Cléber Gaúcho 6 - Viola 36k                                                                  |
| 29 września 2004 | SC Internacional - Santos FC 2:1 Vinícius 57, Fernandăo 63 - Elano 33                                                  |
| 29 września 2004 | CR Flamengo - Corinthians Paulista 0:0                                                                                 |
| 29 września 2004 | EC Vitória - Athletico Paranaense 2:3 Edílson 34, Obina 67 - Washington Cerqueira 45k, 82k, Fernandinho 54             |
| 29 września 2004 | AA Ponte Preta - Botafogo FR 1:1 Ruy 59s - Caio Decossau 21                                                            |
| 29 września 2004 | SE Palmeiras - São Caetano 3:1 Baiano 13, Osmar 38k, Claudecir 69 - Fabrício Carvalho 72                               |
| 29 września 2004 | Paraná Clube - CR Vasco da Gama 2:1 Cristian 27, Marcel 34 - Dejan Petkovic 21k mecz w Paranaguá                       |
| 30 września 2004 | Goiás EC - EC Juventude 1:2 Douglas 86 - Da Silva 37k, 45                                                              |

### Kolejka 34
| Data                | Mecz |
| ------------------- | --- |
| 2 października 2004 | Figueirense FC - CR Flamengo 3:2 Marlon 40, André Santos FC 58, César Prates 81 - Júnior Baiano 6, Dimba 50 |
| 2 października 2004 | Grêmio Porto Alegre - Criciúma 2:0 Felipe Melo 64, Roberto Santos 87                                        |
| 2 października 2004 | CR Vasco da Gama - SC Internacional 2:0 Ygor 34, Muriqui 68                                                 |
| 2 października 2004 | Fluminense FC - Botafogo FR 1:4 Edmundo 42k - Almir 10, Ruy 13, Ricardinho 85, Têti 90+2k                   |
| 2 października 2004 | EC Vitória - Paysandu SC 4:1 Obina 36, Júlio Santos 50s, Allann Delon 59, Gilmar 86 - Alex Pinho 89         |
| 2 października 2004 | São Caetano - Goiás EC 2:0 Gustavo 8, Fernando Baiano 83                                                    |
| 2 października 2004 | Guarani FC - Santos FC 0:1 Deivid 62                                                                        |
| 2 października 2004 | Cruzeiro EC - AA Ponte Preta 5:0 Fred 6, 14, 41, Jussiê 26, 35                                              |
| 2 października 2004 | São Paulo - SE Palmeiras 2:1 Nildo 46, Cicinho 90+2 - Osmar 38                                              |
| 2 października 2004 | Athletico Paranaense - Atlético Mineiro 5:0 Jadson 32, 45+1, 65, Washington Cerqueira 61, Dennys 80         |
| 2 października 2004 | Corinthians Paulista - EC Juventude 1:2 Alberto 61 - Sandrinho 23, Raone 29                                 |
| 2 października 2004 | Paraná Clube - Coritiba FBC 1:0 Edinho 1                                                                    |

### Kolejka 35
| Data                | Mecz |
| ------------------- | --- |
| 6 października 2004 | Criciúma - SC Internacional 2:1 Vágner Carioca 78, Douglas 90+1 - Fernandăo 7                                                  |
| 6 października 2004 | Grêmio Porto Alegre - Fluminense FC 2:3 Cláudio Pitbull 20, Roberto Santos 46 - Edmundo 11k, Roger Flores 32, Ramón Hubner 64k |
| 6 października 2004 | CR Vasco da Gama - Figueirense FC 1:0 Róbson Luiz 47                                                                           |
| 6 października 2004 | Goiás EC - EC Vitória 4:0 Alex Dias 22, Paulo Baier 54, 56, Rodrigo Tabata 66                                                  |
| 6 października 2004 | AA Ponte Preta - São Paulo 0:1 Grafite 68                                                                                      |
| 6 października 2004 | Santos FC - Corinthians Paulista 1:1 Pretto Casagrande 22 - Édson 44                                                           |
| 6 października 2004 | Coritiba FBC - Cruzeiro EC 1:1 Tuta 23 - Jussiê 40                                                                             |
| 7 października 2004 | Paysandu SC - CR Flamengo 2:2 Vinícius Abreu 40, Maurinho 60 - China 15, Ibson 58                                              |
| 7 października 2004 | Botafogo FR - São Caetano 1:1 Caio Decossau 36 - Marcinho 28                                                                   |
| 7 października 2004 | Atlético Mineiro - Guarani FC 3:2 Renato 26, 43, Alex Mineiro 29 - Valdeir 76, Joăo Leonardo 71                                |
| 7 października 2004 | SE Palmeiras - Paraná Clube 1:1 Baiano 12 - Etto 73                                                                            |
| 7 października 2004 | EC Juventude - Athletico Paranaense 3:3 Da Silva 42k, 51, Naldo 70 - Ivan 28, Washington Cerqueira 40, Fernandinho 45+2        |

### Kolejka 36
| Data                 | Mecz |
| -------------------- | --- |
| 16 października 2004 | Fluminense FC - Goiás EC 1:4 Alessandro 6 - Leandro Azevedo 46, Jadilson 56, Odvan 72s, Somália 88          |
| 16 października 2004 | EC Vitória - CR Vasco da Gama 4:1 Edilson Ferreira 32, Cléber Loureiro 47, Obina 62, 84 - Anderson Costa 80 |
| 16 października 2004 | Figueirense FC - Grêmio Porto Alegre 2:0 Genílson 62, Bilu 81                                               |
| 16 października 2004 | Santos FC - AA Ponte Preta 4:0 Deivid 11, Pretto Casagrande 22, Ricardinho 58, 63                           |
| 17 października 2004 | SC Internacional - Botafogo FR 3:1 Marabá 27, Fernandăo 49k, 79 - Ruy 69                                    |
| 17 października 2004 | CR Flamengo - Criciúma 3:1 Júnior 19, Felipe Loureiro 59, Jean Ferreira 86 - Marcos Denner 50               |
| 17 października 2004 | São Caetano - Paysandu SC 3:0 Ânderson Lima 31, 32, Fernando Baiano 42                                      |
| 17 października 2004 | Guarani FC - Cruzeiro EC 2:0 Evandro Roncatto 76, Viola 79                                                  |
| 17 października 2004 | Atlético Mineiro - São Paulo 0:5 Grafite 4, 17, 28, Danilo 9, 52                                            |
| 17 października 2004 | Athletico Paranaense - Paraná Clube 1:1 Jadson 57, Messias 89                                               |
| 17 października 2004 | Corinthians Paulista - Coritiba FBC 0:0                                                                     |
| 17 października 2004 | EC Juventude - SE Palmeiras 0:2 Nem 63, Pedrinho 81                                                         |

### Kolejka 37
| Data                 | Mecz |
| -------------------- | --- |
| 23 października 2004 | SE Palmeiras - Athletico Paranaense 3:1 Ricardinho 32, Lúcio Souza 45, Pedrinho 82 - Dênis Marques 23           |
| 23 października 2004 | Paysandu SC - Goiás EC 4:2 Júlio Santos 11, 80, Maurinho 27, Sandro Luz 44 - Asprilla 8, Paulo Baier 19         |
| 23 października 2004 | Cruzeiro EC - Atlético Mineiro 0:3 Rodrigo Fabri 39, Rubens Cardoso 50, Juninho 80                              |
| 23 października 2004 | Grêmio Porto Alegre - SC Internacional 1:3 Anderson 90+1 - Diego Barcelos 11, Fernandăo 73, Rodrigo Paulista 83 |
| 23 października 2004 | Coritiba FBC - EC Juventude 2:3 Laércio 1, Alemăo 56 - Zé Rodolpho 31, Jean Carlo 56, Daniel 84                 |
| 23 października 2004 | Botafogo FR - EC Vitória 1:1 Almir 29 - Leandro Domingues 90+2 mecz w Juiz de Fora                              |
| 24 października 2004 | Criciúma - Figueirense FC 2:1 Paulo Sérgio 30s, Douglas 86 - Luciano Ferreira 56s                               |
| 24 października 2004 | CR Vasco da Gama - CR Flamengo 1:0 Marco Brito 65                                                               |
| 24 października 2004 | São Caetano - Fluminense FC 2:0 Ânderson Lima 78, Fabrício Carvalho 80                                          |
| 24 października 2004 | Guarani FC - AA Ponte Preta 0:0                                                                                 |
| 24 października 2004 | São Paulo - Santos FC 1:0 Grafite 30                                                                            |
| 24 października 2004 | Paraná Clube - Corinthians Paulista 1:2 Galvăo 56 - Fabinho 16, 33                                              |

### Kolejka 38
| Data                 | Mecz |
| -------------------- | --- |
| 26 października 2004 | Cruzeiro EC - Grêmio Porto Alegre 2:0 Adriano 8, Fred 29 |
| 26 października 2004 | Goiás EC - Athletico Paranaense 2:0 Josué 32, Somália 88 |
| 26 października 2004 | EC Vitória - Atlético Mineiro 2:1 Sandro 49, Leandro Domingues 75 - Wagner 43 |
| 26 października 2004 | SE Palmeiras - Botafogo FR 2:1 Claudecir 47, Corrêa 89 - Ricardinho 77 |
| 27 października 2004 | Criciúma - Corinthians Paulista 1:1 Cléber Gaúcho 35k - Carlos Renato 3 |
| 27 października 2004 | SC Internacional - Guarani FC 1:3 Diego Barcelos 68 - Sandro Hiroshi 14, Luís Fernando Acuńa 28, Careca 46                                                                                       |
| 27 października 2004 | CR Flamengo - Santos FC 1:1 Jean Azevedo 27 - Deivid 30 |
| 27 października 2004 | Fluminense FC - EC Juventude 7:1 Rodrigo Tiuí 1, 75, 83, Roger Flores 22, 85, Alessandro 35, 53k - Lopes 11 mecz w Volta Redonda                                                                 |
| 27 października 2004 | AA Ponte Preta - Paysandu SC 3:0 Anselmo 5, Alecsandro 8, 23 |
| 27 października 2004 | Coritiba FBC - CR Vasco da Gama 0:1 Dejan Petković 90+1k |
| 27 października 2004 | Paraná Clube - Figueirense FC 2:1 Marcel 21, Galvăo 32 - Alexandre Gaúcho 60 |
| 27 października 2004 | São Paulo - São Caetano Mecz przerwany został w 59 minucie przy stanie 0:0 po tym, jak na boisku zmarł z powodu ataku serca piłkarz klubu São Caetano Paulo Sérgio. Mecz dokończono 3 listopada. |
| 3 listopada 2004     | São Paulo - São Caetano 4:2 Danilo 60, Júnior 62, Grafite 66, Rodrigo Costa 78 - Marcinho 68k, Anderson Lima 74k Dokończenie brakujących 31 minut z 27 października                              |

### Kolejka 39
| Data                 | Mecz |
| -------------------- | --- |
| 30 października 2004 | Figueirense FC - São Paulo 1:0 Genílson 69                                                                            |
| 30 października 2004 | Grêmio Porto Alegre - SE Palmeiras 2:3 Cláudio Pitbull 20k, 30 - Ricardinho 49, 90+2, Thiago Gentil 81 mecz w Pelotas |
| 30 października 2004 | Botafogo FR - Cruzeiro EC 2:1 Caio Decossau 51, Scheidt 78 - Régis 45                                                 |
| 30 października 2004 | Paysandu SC - Coritiba FBC 0:0                                                                                        |
| 30 października 2004 | Guarani FC - Goiás EC 1:1 Harison 50 - Asprilla 28                                                                    |
| 30 października 2004 | Atlético Mineiro - Criciúma 2:2 Zé Antônio 1, 71 - Marcos Denner 13, 66                                               |
| 30 października 2004 | Santos FC - Fluminense FC 5:0 Robinho 7, 55, Laerte 19s, Deivid 47, 81 mecz w São José do Rio Preto                   |
| 30 października 2004 | Athletico Paranaense - SC Internacional 2:1 Washington Cerqueira 12k, 73k - Fernandăo 45+3k mecz w Goiânia            |
| 30 października 2004 | Corinthians Paulista - EC Vitória 1:0 Jô 27                                                                           |
| 30 października 2004 | EC Juventude - CR Flamengo 1:0 Lopes 62                                                                               |
| 31 października 2004 | CR Vasco da Gama - AA Ponte Preta 2:2 Ygor 46, Rubens 89 - Anselmo 20, Alecsandro 32                                  |
| 10 listopada 2004    | São Caetano - Paraná Clube 2:1 Marcinho 1, Fernando Baiano 89 - Galvăo 26                                             |

### Kolejka 40
| Data             | Mecz |
| ---------------- | --- |
| 6 listopada 2004 | CR Flamengo - Guarani FC 1:0 Júnior Baiano 16                                                                       |
| 6 listopada 2004 | SE Palmeiras - Paysandu SC 1:0 Pedrinho 71k                                                                         |
| 6 listopada 2004 | Paraná Clube - Grêmio Porto Alegre 1:0 Vicente 90+1                                                                 |
| 6 listopada 2004 | Goiás EC - Atlético Mineiro 1:0 Rodrigo Tabata 90+4                                                                 |
| 7 listopada 2004 | Criciúma - Santos FC 1:1 Ângelo 8 - Deivid 5                                                                        |
| 7 listopada 2004 | SC Internacional - Corinthians Paulista 3:0 Chiquinho 10, Rafael Sóbis 37, Diego Barcelos 60                        |
| 7 listopada 2004 | Fluminense FC - Athletico Paranaense 1:2 Antônio Carlos 6 - Fernandinho 63, 90+2                                    |
| 7 listopada 2004 | EC Vitória - EC Juventude 1:1 Leandro Domingues 12 - Lopes 72                                                       |
| 7 listopada 2004 | AA Ponte Preta - São Caetano 0:3 Mineiro 2, Ceará 3, Fernando Baiano 36                                             |
| 7 listopada 2004 | Cruzeiro EC - CR Vasco da Gama 3:2 Edu Dracena 4, Maldonado 27 70 - Thiago Maciel 11, Coutinho 84                   |
| 7 listopada 2004 | São Paulo - Botafogo FR 5:2 Grafite 30, 76, Cicinho 74, Diego Tardelli 75, 90 - Caio Decossau 36, César Sampaio 79s |
| 7 listopada 2004 | Coritiba FBC - Figueirense FC 2:0 Tuta 64, 84                                                                       |

### Kolejka 41
| Data              | Mecz |
| ----------------- | --- |
| 13 listopada 2004 | Corinthians Paulista - Fluminense FC 1:1 Carlos Renato 45+2 - Alex 1                                                                                                  |
| 13 listopada 2004 | Grêmio Porto Alegre - AA Ponte Preta 6:1 George Lucas 25, Christian Corrêa 54, 62, Felipe Mello 77, Roberto Santos 80, Fábio Bilica 86 - Alecsandro 56 mecz w Pelotas |
| 13 listopada 2004 | Botafogo FR - Coritiba FBC 4:1 Caio Decossau 6, 36, Jorginho Paulista 53, Schwenck 81 - Ricardinho 10                                                                 |
| 13 listopada 2004 | São Caetano - Cruzeiro EC 4:1 Fernando Baiano 43, Fabrício Carvalho 61, 73, Marcelo Mattos 90+2 - Leandro Silva 66                                                    |
| 14 listopada 2004 | Figueirense FC - SE Palmeiras 0:1 Thiago Gentil 78 |
| 14 listopada 2004 | CR Vasco da Gama - São Paulo 0:0 |
| 14 listopada 2004 | Paysandu SC - Paraná Clube 1:1 Alex Pinho 61 - Galvăo 28 |
| 14 listopada 2004 | Guarani FC - EC Vitória 0:0 |
| 14 listopada 2004 | Atlético Mineiro - CR Flamengo 6:1 Zé Antônio 4, Márcio Mexirica 13, Renato 48, Wagner 58, Alex Mineiro 70, 80 - Jean Azevedo 52 mecz w Ipatinga                      |
| 14 listopada 2004 | Santos FC - Goiás EC 2:1 Basílio 83, William 85 - Paulo Baier 10k mecz w Presidente Prudente                                                                          |
| 14 listopada 2004 | Athletico Paranaense - Criciúma 6:1 Fernandinho 31, Alan Bahia 43, Washington Cerqueira 50, 65, Morais 83, Dênis Marques 90 - Cléber Gaúcho 85                        |
| 14 listopada 2004 | EC Juventude - SC Internacional 2:3 Leonardo Manzi 6, Sandrinho 67 - Diego Barcelos 46, Élder Granja 72, Rafael Sóbis 83 mecz w Erechim                               |

### Kolejka 42
| Data              | Mecz |
| ----------------- | --- |
| 20 listopada 2004 | Fluminense FC - Figueirense FC 0:2 Genilson 32, César Prates 40                                             |
| 20 listopada 2004 | Paraná Clube - Atlético Mineiro 1:0 Sinval 80k                                                              |
| 20 listopada 2004 | EC Vitória - Grêmio Porto Alegre 2:0 Rafael Moura 23, Alex Santos 90                                        |
| 20 listopada 2004 | SE Palmeiras - Guarani FC 0:2 Marcos Paulo 54, Evandro Roncatto 90+1                                        |
| 21 listopada 2004 | Criciúma - Paysandu SC 1:0 Wagner Carioca 84                                                                |
| 21 listopada 2004 | SC Internacional - São Caetano 1:0 Danilo Gomes 86                                                          |
| 21 listopada 2004 | CR Flamengo - Botafogo FR 0:0                                                                               |
| 21 listopada 2004 | Goiás EC - CR Vasco da Gama 3:2 André Dias 38, Leandro Azevedo 73, 78 - Marco Brito 45, Dejan Petkovic 90+1 |
| 21 listopada 2004 | AA Ponte Preta - Athletico Paranaense 2:3 Alecsandro 50, 84 - Washington Cerqueria 9, 77, Marinho 30        |
| 21 listopada 2004 | Cruzeiro EC - Corinthians Paulista 0:1 Rosinei 88                                                           |
| 21 listopada 2004 | São Paulo - EC Juventude 4:0 Márcio 21, Diego Tardelli 57, Willamis Souza 78, 86                            |
| 21 listopada 2004 | Coritiba FBC - Santos FC 0:1 Deivid 64                                                                      |

### Kolejka 43
| Data              | Mecz |
| ----------------- | --- |
| 27 listopada 2004 | Figueirense FC - Atlético Mineiro 2:1 Mazinho 30, Genílson 66 - Renato 14 mecz w Ribeirão Preto                                                               |
| 27 listopada 2004 | Botafogo FR - Guarani FC 1:0 Alex Alves 53 |
| 27 listopada 2004 | Paraná Clube - Goiás EC 2:1 Sinval 55k, Galvăo 81 - Leandro Azevedo 69                                                                                        |
| 27 listopada 2004 | Cruzeiro EC - Fluminense FC 2:3 Fred 60, Adriano 63 - Ramón Hubner 33, 74k, Alessandro 43 mecz w Ipatinga                                                     |
| 27 listopada 2004 | São Paulo - SC Internacional 2:1 Sangalleti 31s, Grafite 79 - Danilo Gomes 14                                                                                 |
| 28 listopada 2004 | Grêmio Porto Alegre - Athletico Paranaense 3:3 Roberto Santos 70, Felipe Baloy 90, Cláudio Pitbull 90+1 - Dênis Marques 23, Fernandinho 27, 59 mecz w Erechim |
| 28 listopada 2004 | CR Vasco da Gama - EC Juventude 1:1 Dejan Petkovic 35k - Sandrinho 14                                                                                         |
| 28 listopada 2004 | Paysandu SC - Santos FC 1:1 Alonso 7 - William 81 |
| 28 listopada 2004 | São Caetano - Corinthians Paulista 2:1 Fabrício Carvalho 73, Lúcio Flávio 86 - Coelho 51                                                                      |
| 28 listopada 2004 | AA Ponte Preta - Criciúma 1:0 Anselmo 75 |
| 28 listopada 2004 | Coritiba FBC - EC Vitória 5:1 Flávio 16, Tuta 30, 53, Alemăo 60k, Miranda 63k - Edílson 47k                                                                   |
| 28 listopada 2004 | SE Palmeiras - CR Flamengo 1:2 Magrăo 72 - Ibson 20, Athirson 79                                                                                              |

### Kolejka 44
| Data           | Mecz |
| -------------- | --- |
| 4 grudnia 2004 | Atlético Mineiro - Paysandu SC 0:0 |
| 4 grudnia 2004 | Fluminense FC - AA Ponte Preta 1:0 Ramón Hubner 58                                                                                               |
| 4 grudnia 2004 | Guarani FC - Figueirense FC 2:1 Sandro Hiroshi 28, Simăo 55 - Galeano 18                                                                         |
| 4 grudnia 2004 | Criciúma - Paraná Clube 1:2 Luciano Ferreira 63 - Marcel 16k, Edinho 83                                                                          |
| 4 grudnia 2004 | Goiás EC - SE Palmeiras 0:0 |
| 4 grudnia 2004 | Corinthians Paulista - CR Vasco da Gama 3:1 Gil 9, Alessandro 38, Édson 43 - Júnior 69                                                           |
| 5 grudnia 2004 | SC Internacional - Cruzeiro EC 2:0 Diego Barcelos 45, Rafael Sóbis 49                                                                            |
| 5 grudnia 2004 | CR Flamengo - Coritiba FBC 0:0 |
| 5 grudnia 2004 | EC Vitória - São Paulo 1:4 Obina 86k - Diego Tardelli 20, 56, Grafite 36, Fábio Santos 87                                                        |
| 5 grudnia 2004 | Santos FC - Grêmio Porto Alegre 5:1 Ricardinho 7k, 26, Cristiano Avalos 12, Deivid 28, Basilio 71 - Felipe Baloy 22 mecz w São José do Rio Preto |
| 5 grudnia 2004 | Athletico Paranaense - São Caetano 5:2 Dênis Marques 63, 90, Jádson 64, 79, Washington Cerqueira 89k - Marcinho 41, Fabrício Carvalho 81         |
| 5 grudnia 2004 | EC Juventude - Botafogo FR 1:0 Sandrinho 69 |

### Kolejka 45
| Data            | Mecz |
| --------------- | --- |
| 11 grudnia 2004 | SE Palmeiras - Criciúma 3:2 Marcinho 27, Thiago Gentil 82, Ricardinho 90+2 - Vágner Carioca 25, Toninho 90    |
| 11 grudnia 2004 | Paraná Clube - Fluminense FC 0:1 Rodrigo Tiuí 89                                                              |
| 11 grudnia 2004 | Paysandu SC - Guarani FC 4:2 Júlio Santos 24, Balăo 60, Zé Augusto 88, Lecheva 90+3 - Harisson 61, Juninho 90 |
| 11 grudnia 2004 | Grêmio Porto Alegre - Atlético Mineiro 0:1 Quirino 1 mecz w Erechim                                           |
| 12 grudnia 2004 | Figueirense FC - EC Juventude 1:0 Bilu 14                                                                     |
| 12 grudnia 2004 | CR Vasco da Gama - Athletico Paranaense 1:0 Henrique Peixoto 66                                               |
| 12 grudnia 2004 | Botafogo FR - Corinthians Paulista 1:2 Alex Alves 51 - Fábio Baiano 33, Wendel 57                             |
| 12 grudnia 2004 | São Caetano - Santos FC 0:3 Elano 31, Ricardinho 51k, Basílio 60                                              |
| 12 grudnia 2004 | AA Ponte Preta - SC Internacional 1:2 Danilo Bueno 41 - Cleiton Xavier 4 Chiquinho 60                         |
| 12 grudnia 2004 | Cruzeiro EC - EC Vitória 4:0 Jussiê 34, Fred 68, Edu Dracena 76, Claudio Maldonado 90+1                       |
| 12 grudnia 2004 | São Paulo - CR Flamengo 1:1 Grafite 26 - Dimba 13                                                             |
| 12 grudnia 2004 | Coritiba FBC - Goiás EC 1:0 Alemăo 15                                                                         |

### Kolejka 46
| Data            | Mecz |
| --------------- | --- |
| 12 grudnia 2004 | Criciúma - Coritiba FBC 3:3 Vagner Carioca 11, 66, Saulo 90 - Miranda 30, Guilherme 72, Reginaldo Nascimento 84                       |
| 12 grudnia 2004 | SC Internacional - Paraná Clube 2:1 Rodrigo Paulista 73, Emerson 90s - Marcel 35                                                      |
| 12 grudnia 2004 | CR Flamengo - Cruzeiro EC 6:2 André Bahia 27, 41, Ibson 33, Whellinton 34, Athirson 76, Felipe Loureiro 90 - Fred 37, Héctor Tapia 45 |
| 12 grudnia 2004 | Fluminense FC - SE Palmeiras 1:1 Ramón Hubner 12 - Ricardinho 22                                                                      |
| 12 grudnia 2004 | EC Vitória - AA Ponte Preta 1:2 Obina 90+1 - Anselmo 8, 66                                                                            |
| 12 grudnia 2004 | Goiás EC - São Paulo 2:0 Alex Dias 31, Rodrigo Tabata 80                                                                              |
| 12 grudnia 2004 | Guarani FC - Grêmio Porto Alegre 2:0 Marcos Paulo 20, Adriano 86                                                                      |
| 12 grudnia 2004 | Atlético Mineiro - São Caetano 3:0 Alex Mineiro 34, 53, Wágner 68                                                                     |
| 12 grudnia 2004 | Santos FC - CR Vasco da Gama 2:1 Ricardinho 4, Elano 29 - Marco Brito 61 mecz w São José do Rio Preto                                 |
| 12 grudnia 2004 | Athletico Paranaense - Botafogo FR 1:1 Washington Cerqueira 78 - Schwenck 68                                                          |
| 12 grudnia 2004 | Corinthians Paulista - Figueirense FC 5:2 Zé Carlos 15k, 50, Coelho 24, 65, Rosinei 83 - Vágner 27, César Prates 33                   |
| 12 grudnia 2004 | EC Juventude - Paysandu SC 1:2 Sandrinho 17 - Flávio Tanajura 48, Alex Pinho 80                                                       |

### Końcowa tabela sezonu 2004
| Poz | Klub                 | Mecze | Zw | Rem | Por | Pkt | BrZd | BrStr |
| --- | -------------------- | ----- | -- | --- | --- | --- | ---- | ----- |
| 1   | Santos FC            | 46    | 27 | 8   | 11  | 89  | 103  | 58    |
| 2   | Athletico Paranaense | 46    | 25 | 11  | 10  | 86  | 93   | 56    |
| 3   | São Paulo            | 46    | 24 | 10  | 12  | 82  | 78   | 43    |
| 4   | SE Palmeiras         | 46    | 22 | 13  | 11  | 79  | 72   | 47    |
| 5   | Corinthians Paulista | 46    | 20 | 14  | 12  | 74  | 54   | 54    |
| 6   | Goiás EC             | 46    | 21 | 9   | 16  | 72  | 81   | 68    |
| 7   | EC Juventude         | 46    | 20 | 10  | 16  | 70  | 60   | 66    |
| 8   | SC Internacional     | 46    | 20 | 7   | 19  | 67  | 66   | 59    |
| 9   | Fluminense FC        | 46    | 18 | 13  | 15  | 67  | 65   | 68    |
| 10  | AA Ponte Preta       | 46    | 19 | 7   | 20  | 64  | 43   | 73    |
| 11  | Figueirense FC       | 46    | 17 | 12  | 17  | 63  | 57   | 59    |
| 12  | Coritiba FBC         | 46    | 15 | 17  | 14  | 62  | 53   | 48    |
| 13  | Cruzeiro EC          | 46    | 16 | 8   | 22  | 56  | 69   | 81    |
| 14  | Paysandu SC          | 46    | 14 | 14  | 18  | 56  | 56   | 76    |
| 15  | Paraná Clube         | 46    | 15 | 9   | 22  | 54  | 52   | 73    |
| 16  | CR Vasco da Gama     | 46    | 14 | 12  | 20  | 54  | 64   | 68    |
| 17  | CR Flamengo          | 46    | 13 | 15  | 18  | 54  | 51   | 53    |
| 18  | São Caetano          | 46    | 23 | 8   | 15  | 53* | 65   | 49    |
| 19  | Atlético Mineiro     | 46    | 12 | 17  | 17  | 53  | 60   | 66    |
| 20  | Botafogo FR          | 46    | 11 | 18  | 17  | 51  | 62   | 71    |
| 21  | Criciúma             | 46    | 13 | 11  | 22  | 50  | 61   | 78    |
| 22  | Guarani FC           | 46    | 11 | 16  | 19  | 49  | 43   | 55    |
| 23  | EC Vitória           | 46    | 13 | 9   | 24  | 48  | 68   | 87    |
| 24  | Grêmio Porto Alegre  | 46    | 9  | 12  | 25  | 39  | 60   | 80    |

- São Caetano - klubowi odjęto 24 punkty, gdyż dopuścił do gry zawodnika (21 października Serginho zmarł podczas meczu z São Paulo) z pełną świadomością o jego chorobie serca

Do Copa Libertadores 2005 zakwalifikowały się cztery najlepsze kluby w tabeli oraz zwycięzca Copa do Brasil, natomiast do Copa Sudamericana 2005 zakwalifikował się mistrz Brazylii oraz kluby, które zajęły w tabeli miejsca od 5 do 9 oraz São Paulo i Cruzeiro EC.
Do drugiej ligi (Campeonato Brasileiro Série B) spadły 4 ostatnie w tabeli kluby: Criciúma, Guarani FC, EC Vitória i Grêmio Porto Alegre.